# La noche estrellada
La noche estrellada (neerlandés: De sterrennacht) es un óleo sobre lienzo del pintor postimpresionista neerlandés Vincent van Gogh. Pintado en junio de 1889, representa la vista desde la ventana orientada al este de su habitación de asilo en Saint-Rémy-de-Provence, justo antes del amanecer, con la adición de un pueblo imaginario. Ha estado en la colección permanente del Museo de Arte Moderno de la ciudad de Nueva York desde 1941, adquirida a través de Lillie P. Bliss Bequest. Ampliamente considerada como la obra maestra del pintor. La noche estrellada es una de las pinturas más reconocidas en la historia de la cultura occidental.

## El asilo

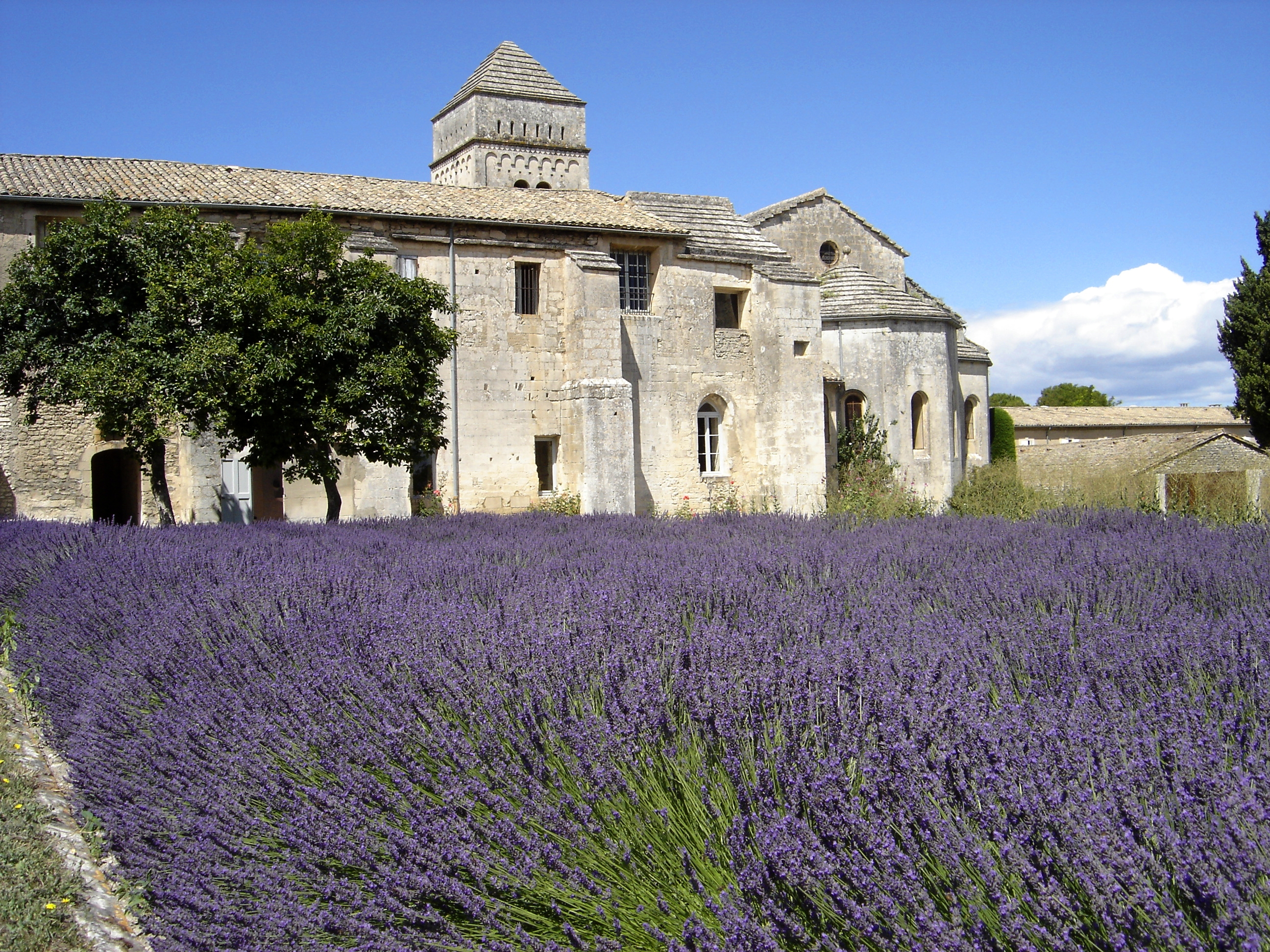
Monasterio de Saint-Paul-de-Mausole

A raíz de la crisis sufrida el 23 de diciembre de 1888 que resultó en la automutilación de su oreja izquierda, Van Gogh ingresó voluntariamente en el manicomio de Saint-Paul-de-Mausole el 8 de mayo de 1889. Ubicado en un antiguo monasterio, Saint-Paul-de-Mausole que atendía a los ricos y estaba a menos de la mitad de su capacidad cuando llegó Van Gogh, lo que le permitió ocupar no solo un dormitorio en el tercer piso, sino también una habitación en la planta baja para utilizar como estudio de pintura.
Durante el año en que Van Gogh permaneció en el asilo, continuó la prolífica producción de pinturas que había comenzado en Arlés. Durante este período, produjo algunas de las obras más conocidas de su carrera, incluidos los Lirios de mayo de 1889, ahora en el Museo J. Paul Getty, y el autorretrato azul de septiembre de 1889, en el Museo de Orsay. La noche estrellada fue pintada a mediados de junio (alrededor del 18 de junio), fecha en la que le escribió a su hermano Theo para decirle que tenía un nuevo estudio de un cielo estrellado.

## La obra

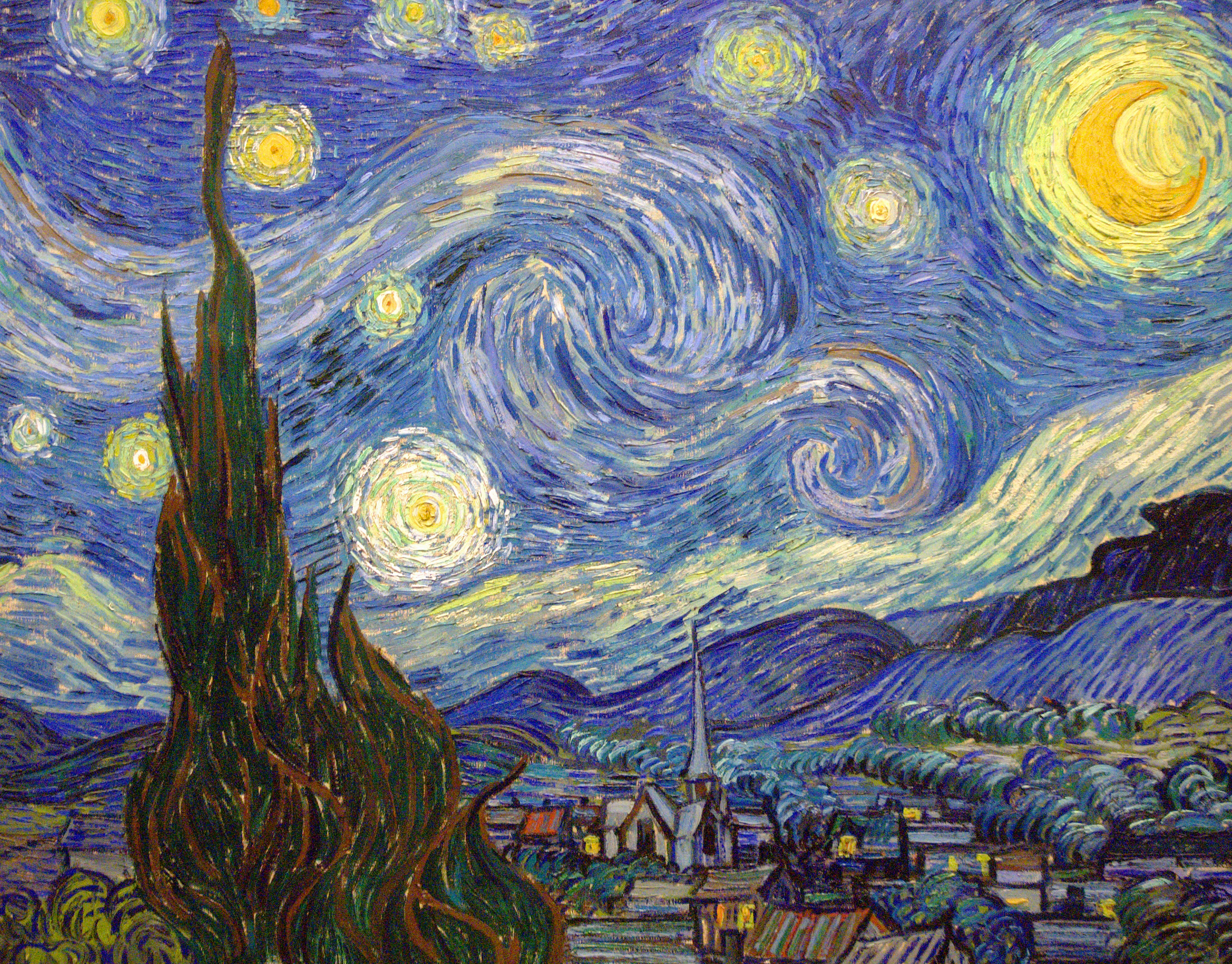
La noche estrellada de Vincent van Gogh, tomada en el MAM de New York

La noche estrellada fue pintada por Van Gogh durante el día en el estudio de la planta baja del manicomio de Saint-Paul-de Mausole. La vista ha sido identificada como la de la ventana de su dormitorio, orientada al este, una vista de la que Van Gogh pintó variaciones. [cita requerida] "A través de la ventana con barrotes de hierro", le escribió a su hermano, Theo, alrededor del 23 de mayo de 1889, "puedo ver un cuadrado de trigo cerrado (...) sobre el cual, por la mañana, veo salir el sol en todo su esplendor (...)".
Van Gogh representó la vista en diferentes momentos del día , incluido el amanecer, la salida de la luna, los días llenos de sol, los días nublados, los días ventosos y un día con lluvia. Si bien el personal del hospital no permitió que Van Gogh pintara en su dormitorio, allí pudo hacer bocetos en tinta o carboncillo sobre papel; eventualmente, basaría variaciones más nuevas en versiones anteriores. El elemento pictórico que une todas estas pinturas es la línea diagonal procedente de la derecha que representa las colinas bajas y onduladas de las montañas Alpilles. En varias versiones, los cipreses son visibles más allá de la pared del fondo que encierra el campo de trigo. Van Gogh amplió la vista en seis de estas pinturas, sobre todo en F717 Campo de trigo con cipreses y La noche estrellada, que acercan los árboles al plano de la imagen.[cita requerida]
Una de las primeras pinturas de la vista fue F611 Paisaje montañoso detrás de Saint-Rémy, ahora en Copenhague. Van Gogh hizo varios bocetos para esta pintura, del cual destaca F1547 El campo de trigo cerrado después de una tormenta. No está claro si la pintura se hizo en su estudio o en el exterior. En su carta del 9 de junio que lo describe, menciona que había estado trabajando al aire libre durante unos días. Van Gogh describió el segundo de los dos paisajes, en el cual estaba trabajando en una carta a su hermana Wil el 16 de junio de 1889. Este es F719 trigal verde con cipreses, ahora en Praga, y la primera pintura en el asilo que definitivamente pintó al aire libre. F1548 Campo de trigo, Saint-Rémy de Provence, ahora en Nueva York, es un estudio para él. Dos días después, Vincent le escribió a Theo que había pintado "un cielo estrellado".
La noche estrellada es el único nocturno de la serie de vistas desde la ventana de su dormitorio. A principios de junio, Vincent le escribió a Theo: "Esta mañana vi el campo desde mi ventana mucho antes del amanecer sin nada más que la estrella de la mañana, que se veía muy grande". Los investigadores han determinado que Venus era visible al amanecer en Provenza en la primavera de 1889, y en ese momento era casi tan brillante como era posible. Entonces, la "estrella" más brillante en la pintura, justo a la derecha del ciprés, es en realidad Venus.
La Luna es estilizada. Registros astronómicos indican que en realidad estaba menguando gibosa en el momento que Van Gogh pintó el cuadro, e incluso si la fase de la Luna hubiera sido cuarto menguante en el momento, la Luna de Van Gogh no habría sido astronómicamente correcta. El único elemento pictórico que definitivamente no era visible desde el cuarto de Van Gogh es el pueblo, que se basa en un boceto F1541v realizado en una ladera sobre el pueblo de Saint-Rémy. Pickvance pensó que F1541v se hizo más tarde, el campanario más neerlandés que provenzal, una característica de varias pinturas y dibujos de Van Gogh en su período de Nuenen, y por lo tanto, la primera de sus " reminiscencias del norte" que iba a pintar y dibujar a principios del año siguiente. Hulsker pensó que un paisaje en el reverso F1541r también era un estudio para la pintura.

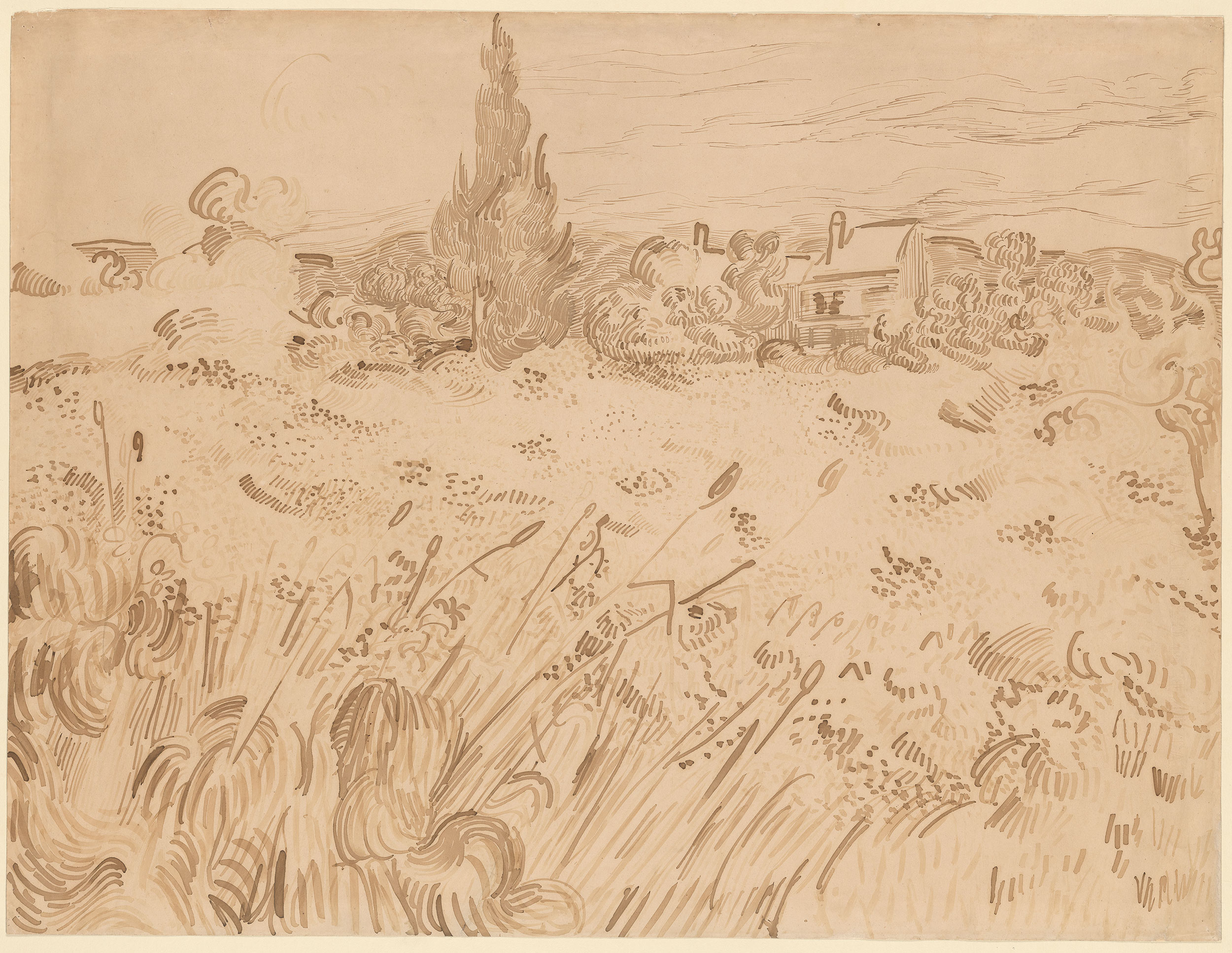
F1548 Wheatfield, Saint-Rémy de Provence, Biblioteca y Museo Morgan
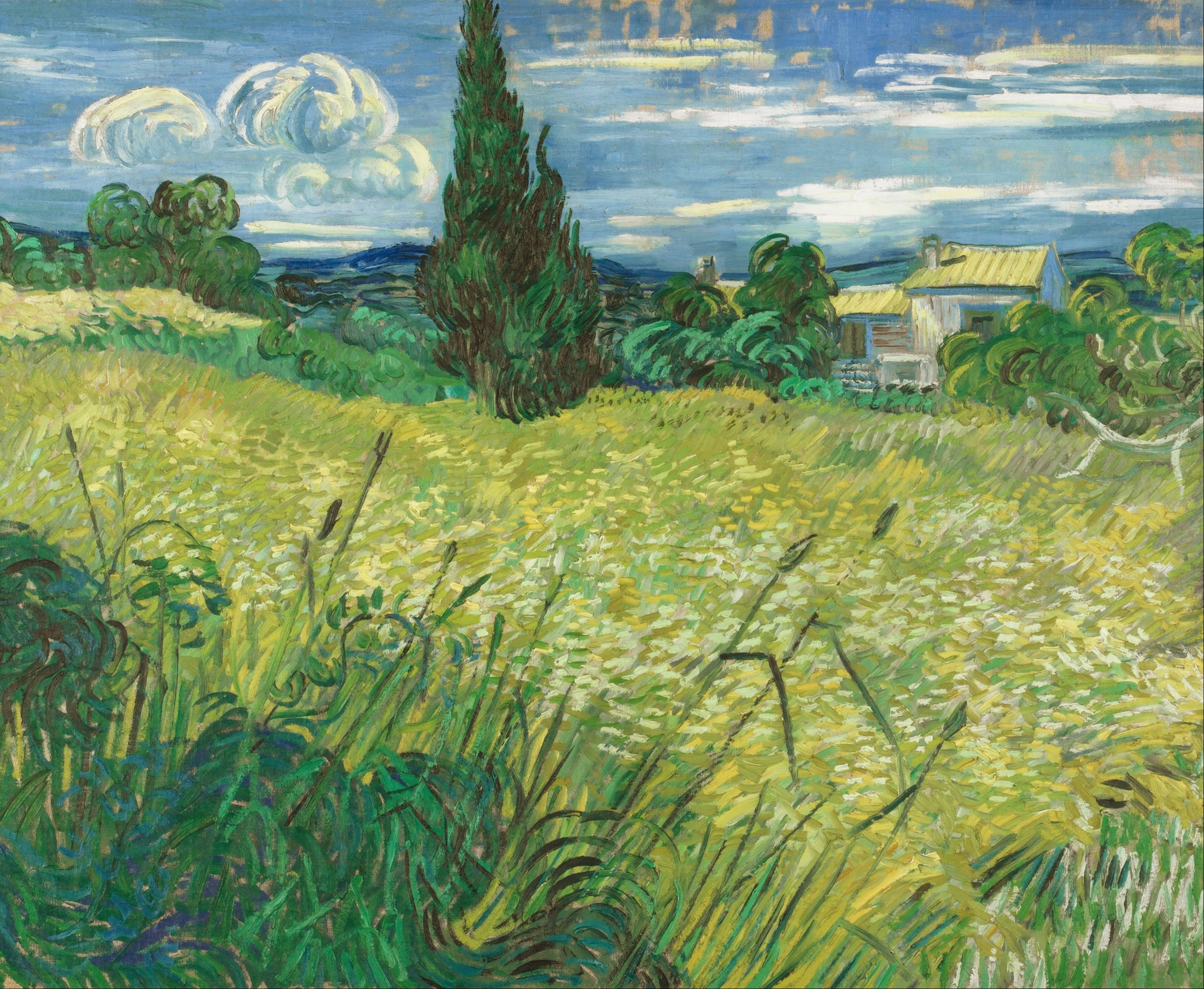
F719 Campo de trigo verde con cipreses, Galería Nacional de Praga
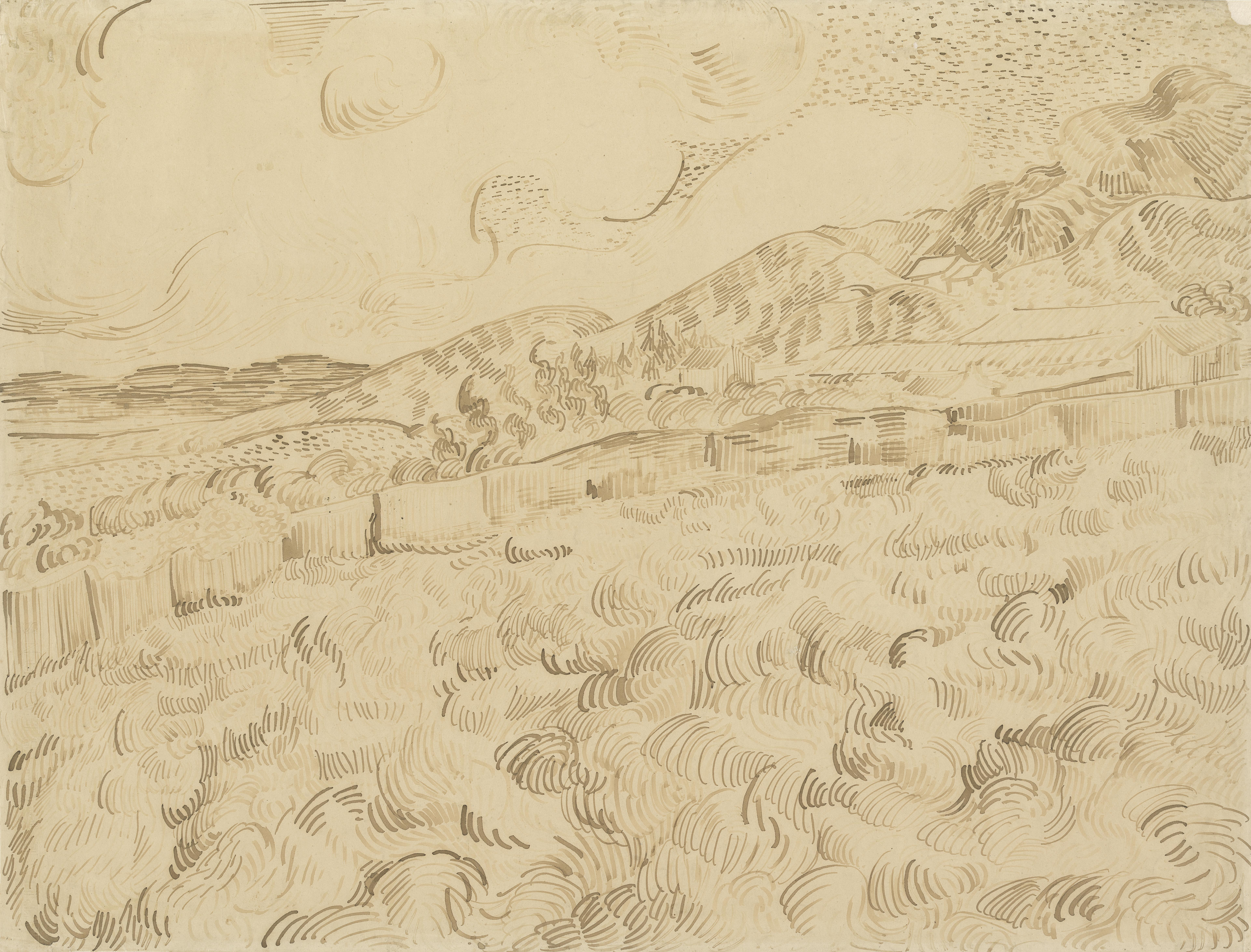
F1547 El campo de trigo cerrado después de una tormenta, Museo Van Gogh
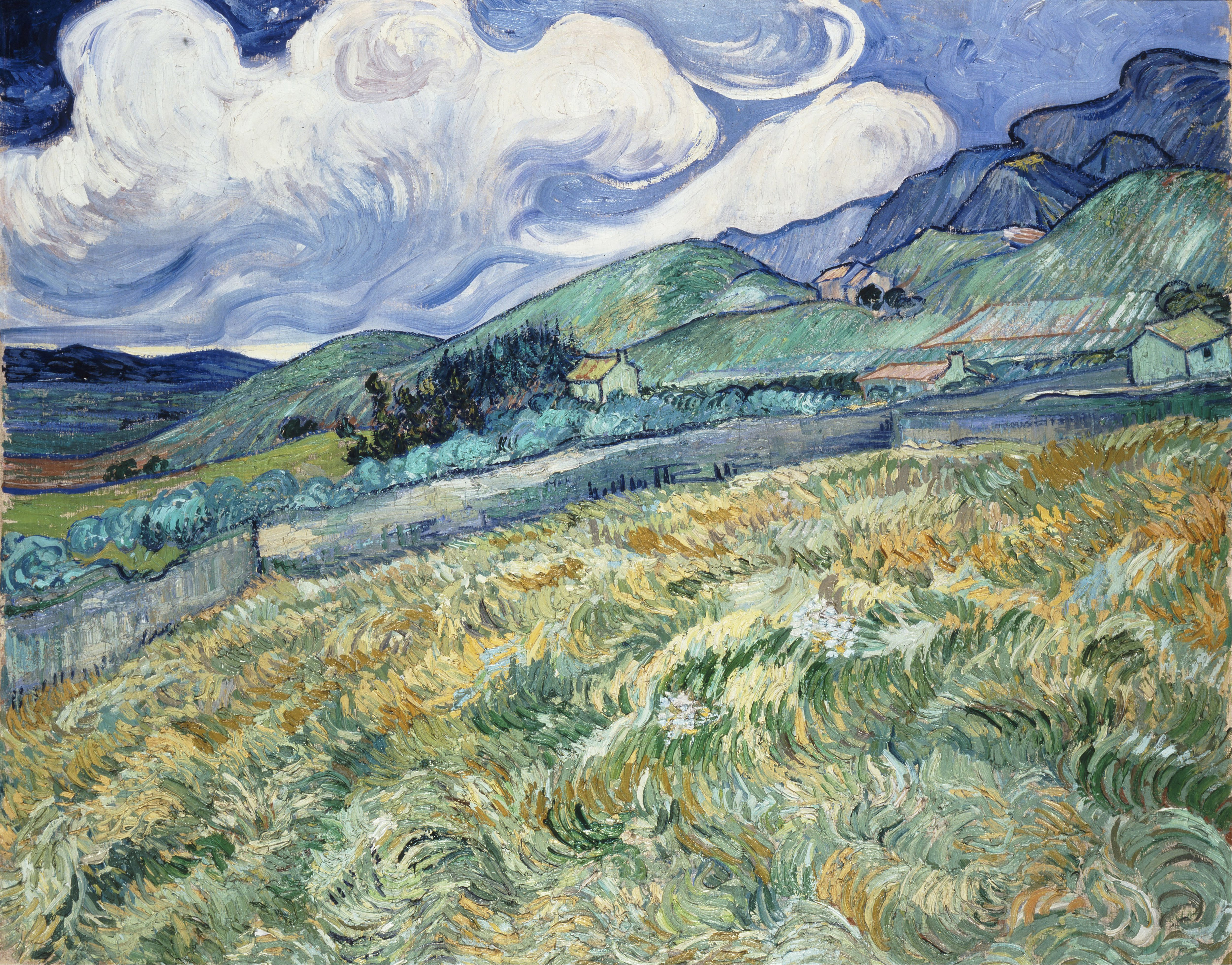
F611 Paisaje montañoso detrás de Saint-Rémy, Ny Carlsberg Glyptotek
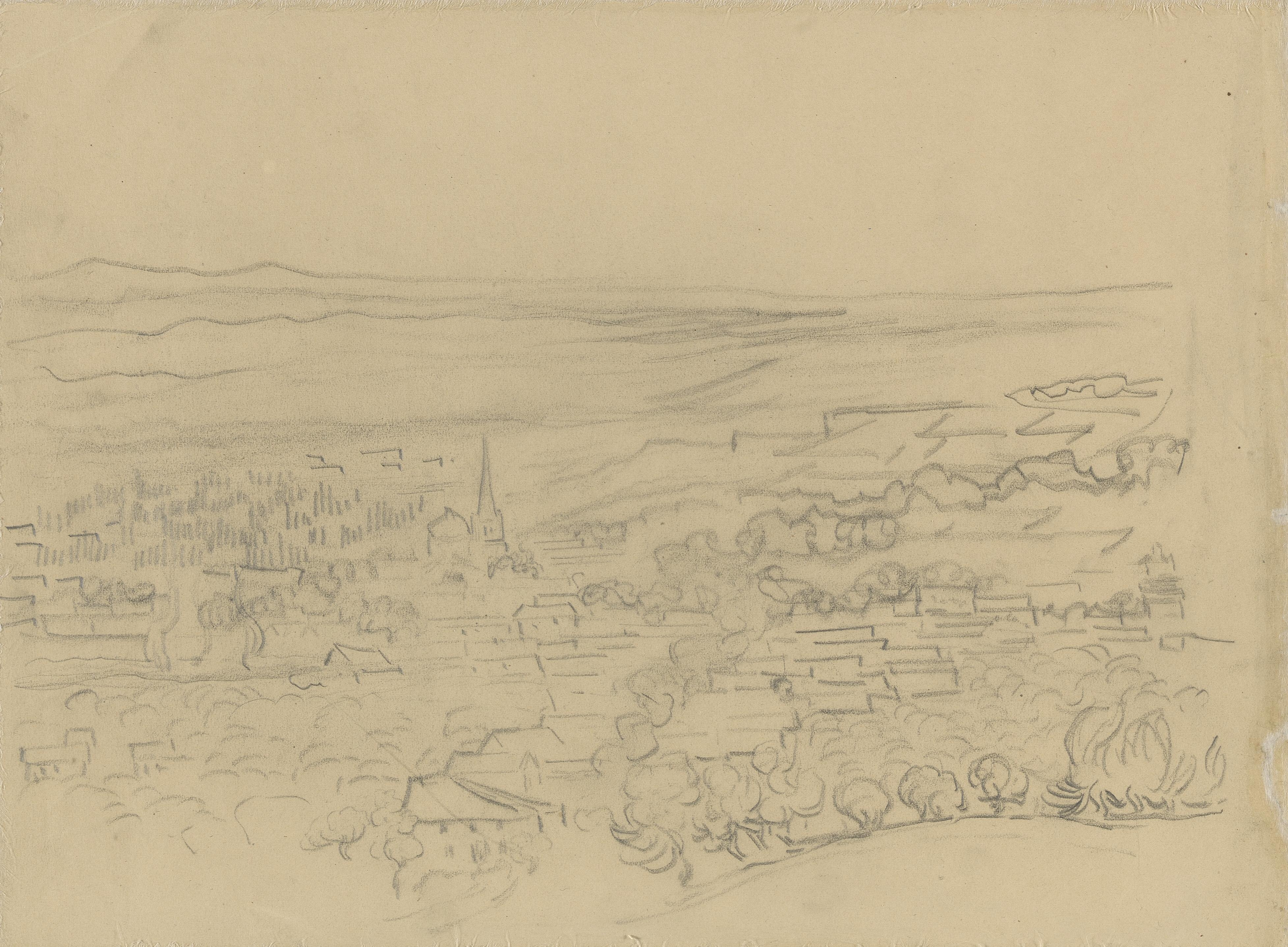
F1541v Vista panorámica del pueblo, Museo Van Gogh
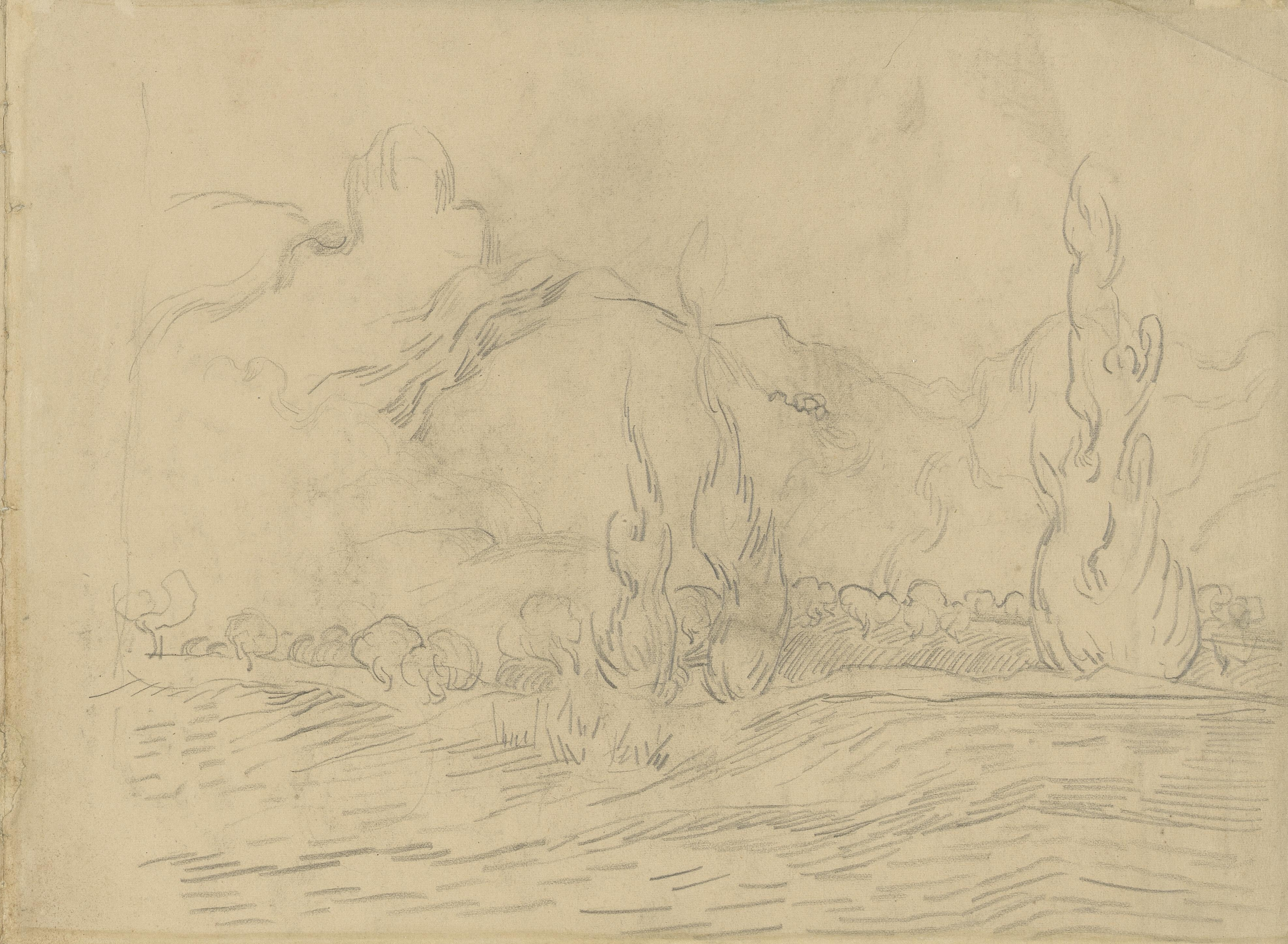
F1541r Paisaje con cipreses, Museo Van Gogh

## Interpretaciones
A pesar de la gran cantidad de cartas que escribió Van Gogh, dijo muy poco sobre La noche estrellada. Después de informar que había pintado un cielo estrellado en junio, Van Gogh mencionó la pintura en una carta a Theo alrededor del 20 de septiembre de 2002 cuando la incluyó en una lista de pinturas que estaba enviando a su hermano en París, refiriéndose a como un "estudio nocturno". De esta lista de pinturas, escribió: "En general, las únicas cosas que considero un poco buenas en ella son el campo de trigo, la montaña, el huerto, los olivos con las colinas azules, el retrato y la entrada a la cantera, y el resto no me dice nada"; "el resto" incluiría La noche estrellada. Cuando decidió retener tres pinturas de este lote para ahorrar dinero en el envío, La noche estrellada fue una de las pinturas que no envió. Finalmente, en una carta al pintor Émile Bernard de finales de noviembre de 1889, Van Gogh se refirió a la pintura como un "fracaso".
Van Gogh discutió con Bernard y especialmente con Paul Gauguin sobre si uno debería pintar de la naturaleza, como prefería Van Gogh, o pintar lo que Gauguin llamó "abstracciones": pinturas concebidas en la imaginación, o de tête. En la carta a Bernard, Van Gogh relató sus experiencias cuando Gauguin vivió con él durante nueve semanas en el otoño y el invierno de 1888: "Cuando Gauguin estaba en Arles, una o dos veces me dejé llevar por el mal camino hacia la abstracción, como sabes... Pero eso fue una ilusión, querido amigo, y pronto uno se encuentra contra una pared... Y, sin embargo, una vez más me dejé llevar por el mal camino para alcanzar estrellas que son demasiado grandes, otro fracaso, y ya me harté de eso", Van Gogh se refiere aquí a los remolinos expresionistas que dominan la parte superior central de La noche estrellada.
Theo se refirió a estos elementos pictóricos en una carta a Vincent fechada el 22 de octubre de 1889: "Percibo claramente lo que te preocupa en los nuevos lienzos como el pueblo a la luz de la luna [La noche estrellada] o las montañas, pero siento que la búsqueda del estilo quita el sentimiento real de las cosas". Vincent respondió a principios de noviembre: "A pesar eso me refiero a un estilo más dibujo varonil y más deliberado. Si eso me hará más parecido a Bernard o Gauguin, no puedo hacer nada al respecto. Pero me inclino a creer que a la larga te acostumbras". Y más adelante en la misma carta, escribió: "Sé muy bien que los estudios trazados con líneas largas y sinuosas del último envío no fueron lo que debían ser, sin embargo, me atrevo a exhortarlos a creer que en los paisajes se continuará masificando cosas mediante un estilo de dibujo que busca expresar el enredo de las masas".
Pero, aunque Van Gogh defendió periódicamente las prácticas de Gauguin y Bernard, cada vez las repudió inevitablemente y continuó con su método preferido de pintar desde la naturaleza. Como los impresionistas que conoció en París, especialmente Claude Monet, Van Gogh también estaba a favor de trabajar en serie. pintó su serie de girasoles en Arlés, y también la serie de cipreses y campos de trigo en Saint-Rémy. La Noche Estrellada pertenece a esta última serie, así como a una serie pequeña de nocturnos iniciados en Arlés.

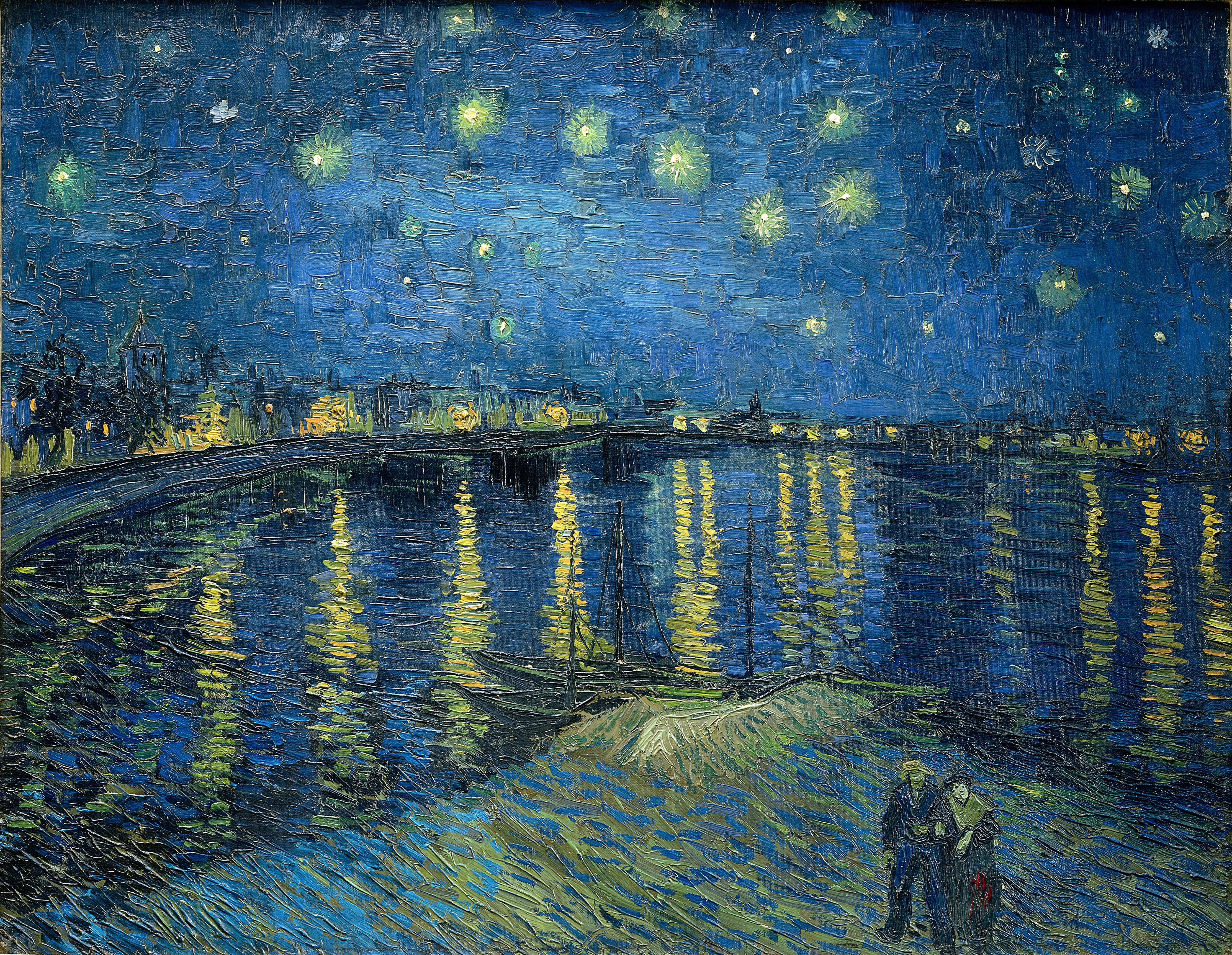
La noche estrellada sobre Ródano de Van Gogh. 1888, óleo sobre lienzo

La serie nocturna estuvo limitada por las dificultades que planteaba pintar tales escenas de la naturaleza, es decir, de noche. El primer cuadro de la serie fue Terraza de café por la noche, pintado en Arlés a principios de septiembre de 1888, seguido de La noche estrellada sobre el Ródano más tarde ese mismo mes. Las declaraciones escritas de Van Gogh sobre estas pinturas brindan más información sobre sus intenciones de pintar estudios nocturnos en general y La noche estrellada en particular. 
Poco después de su llegada a Arlés en febrero de 1888, Van Gogh le escribió a Theo: "Necesito una noche estrellada con cipreses o, tal vez sobre un campo de trigo maduro; aquí hay algunas noches realmente hermosas". Esa misma semana, le escribió a Bernard: "Un cielo estrellado es algo que me gustaría intentar hacer, al igual que durante el día intentaré pintar un prado verde salpicado de dientes de león". Comparó las estrellas con puntos en un mapa y reflexionó que, así como uno toma un tren para viajar por la Tierra, "tomamos la muerte para llegar a una estrella". Aunque en este punto de su vida Van Gogh estaba desilusionado por la religión, parece no haber perdido su fe en una vida futura. Expresó esta ambivalencia en una carta a Theo después de haber pintado La noche estrellada sobre el Ródano, confesando una "tremenda necesidad de, diré la palabra, de religión, de modo que salgo por la noche a pintar las estrellas".
Escribió sobre la existencia de otra dimensión después de la muerte y la asoció con el cielo nocturno. "Sería tan simple y explicaría tanto las cosas terribles de la vida, que ahora nos asombran y nos hieren tanto, si la vida tuviera otro hemisferio, invisible es cierto, pero donde uno llega cuando muere". "La esperanza está en las estrellas" escribió, pero rápidamente señalando "la tierra es un planeta, y consecuentemente una estrella, o un orbe celeste". Y declaró rotundamente que La Noche Estrellada no "fue un regreso al romanticismo o a ideas religiosas".
El destacado historiador de arte Meyer Schapiro resalta los aspectos expresionistas de La noche estrellada, diciendo que fue creada bajo la "presión del sentimiento" y que es una "[pintura] visionaria inspirada en un estado de ánimo religioso". Schapiro teoriza que "El contenido oculto" de la obra hace referencia al libro del Apocalipsis del Nuevo Testamento, revelando un "tema apocalíptico de la mujer en dolor de parto, ceñida con el sol y la luna y coronada de estrellas, cuyo recién nacido está amenazado por el dragón". (Schapiro, en el mismo volumen, también profesa ver una imagen de una madre y un niño en las nubes en Paisaje con olivos, pintado al mismo tiempo y a menudo considerado como un colgante de La noche estrellada).
El historiador de arte Sven Loevgren amplía el enfoque de Schapiro, y vuelve a llamar a La noche estrellada una "pintura visionaria" que "fue concebida en un estado de gran agitación". Escribe sobre el "carácter alucinatorio de la pintura y su forma violentamente expresiva", aunque se esmera en señalar que la pintura no se ejecutó durante uno de los colapsos incapacitantes de Van Gogh Loevgren Compara el "anhelo religiosamente inclinado por el más allá" de Van Gogh con la poesía de Walt Whitman. Él llama La Noche Estrellada "una imagen infinitamente expresiva que simboliza la absorción final del artista por el cosmos" y que "da una sensación inolvidable de estar en el umbral de la eternidad". Loevgren elogia la "elocuente interpretación" de Schapiro de la pintura como una visión apocalíptica y continúa su propia teoría simbolista con referencia a las once estrellas en uno de los sueños de José en el libro del Génesis del Antiguo Testamento. Loevgren Afirma que los elementos pictóricos de La Noche Estrellada "se visualizan en términos puramente simbólicos" y señala que "el ciprés es el árbol de la muerte en los países mediterráneos".

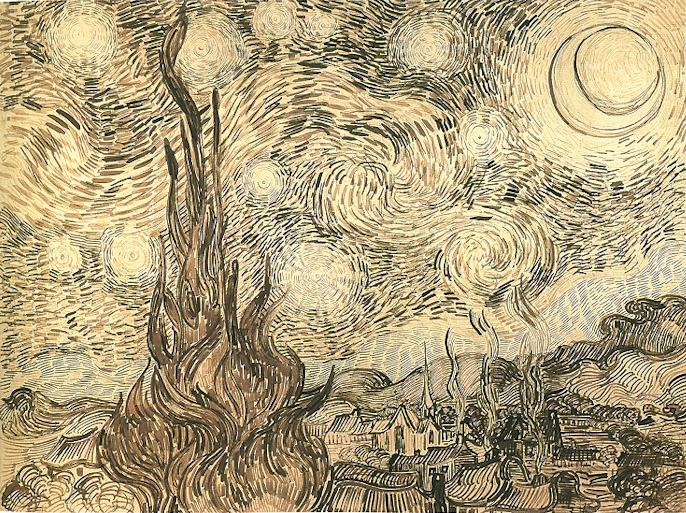
Dibujo Cipreses en la noche estrellada, una copia a cálamo de Van Gogh después de la pintura en 1889. Originalmente conservado en Kunsthalle Bremen, hoy parte de la disputada Baldin Colección.

El historiador de arte Lauren Soth también encuentra un subtexto simbolista en La Noche Estrellada, diciendo que la pintura es un "tema religioso tradicional disfrazado" y una "imagen sublimada de los sentimientos religiosos más profundos [de Van Gogh]". Citando la admiración de Van Gogh por las pinturas de Eugène Delacroix, y especialmente el uso del pintor anterior del azul Prusia y el amarillo cidra en pinturas de Cristo, Soth teoriza que Van Gogh utilizó estos colores para representar Cristo en La Noche Estrellada. Critica las interpretaciones bíblicas de Schapiro y Loevgren, que dependen de una lectura de la luna creciente que incorpora elementos del Sol. Dice que es simplemente un luna creciente, que, escribe, también tenía un significado simbólico para Van Gogh, que representa "consuelo".
Es por motivo de las interpretaciones simbolistas de La Noche Estrellada que el historiador de arte Albert Boime presenta su estudio de la pintura. Como señaló anteriormente, Boime ha demostrado que la pintura describe no sólo los elementos topográficos de la vista de Van Gogh desde la ventana de asilo, sino que también los elementos celestes, identificando no sólo Venus sino que también la constelación de Aries. Sugiere que Van Gogh originalmente tenía intenciones de pintar una luna gibosa pero "volvió a una imagen más tradicional" de la luna creciente, y teoriza que la aureola brillante alrededor es un remanente de la versión gibosa original. Relata el interés de Van Gogh en las escrituras de Victor Hugo y Julio Verne como posible inspiración para su creencia en una vida futura en las estrellas o planetas. Y proporciona una discusión detallada de los avances bien publicitados en astronomía que tuvieron lugar durante la vida de Van Gogh.
Boime Afirma que, si bien Van Gogh nunca mencionó al astrónomo Camille Flammarion en sus cartas, cree que Van Gogh debe haber estado al tanto de las populares ilustraciones de Flammarion, que incluían dibujos de nebulosas espirales (como se llamaban las galaxias en la época) tal y como se veían y fotografiaban a través de telescopios. Boime Interpreta la figura que se arremolina en la parte central del cielo en La Noche Estrellada para representar una galaxia espiral o un cometa, cuyas fotografías también se han publicado en medios populares. Afirma que los únicos elementos no realistas de la pintura es el pueblo y los remolinos del cielo. Estos remolinos representan la comprensión de Van Gogh del cosmos como un lugar vivo y dinámico.
El astrónomo de Harvard Charles A. Whitney llevó a cabo su propio estudio astronómico de La Noche Estrellada de forma contemporánea, pero independiente de Boime (quién pasó casi toda su carrera en la U.C.L.A.). Mientras Whitney no comparte la certeza de Boime con respecto a la constelación de Aries, coincide con Boime en la visibilidad de Venus en Provenza en el momento en que se ejecutó la pintura. También ve la representación de una galaxia espiral en el cielo, aunque le da el crédito por el original al astrónomo anglo irlandés William Parsons, cuyo trabajo reprodujo Flammarion.

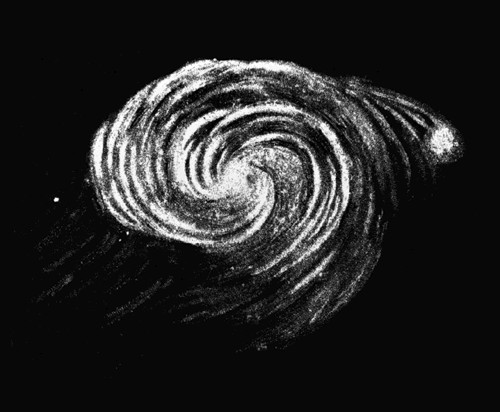
Croquis de la Galaxia Remolino de William Parsons en 1845, 44 años antes de la pintura de Van Gogh.

Whitney también teoriza que los remolinos en el cielo podría representar el viento, evocando el mistral que tuvo un efecto tan profundo sobre Van Gogh durante los veintisiete meses gaste en Provenza. (Fue el mistral el que desencadenó su primer colapso después de ingresar al asilo, en junio de 1889, menos de un mes después de pintar La Noche Estrellada). Boime teoriza que los tonos más claros de azul justo por encima del horizonte muestran las primeras luces de la mañana.
El pueblo ha sido identificado de diversas formas como un recuerdo de la patria neerlandesa de Van Gogh, o basándose en un boceto que hizo de la ciudad de Saint-Rémy. En cualquier caso, es un componente imaginario del cuadro, no visible desde la ventana del dormitorio del asilo.
Los cipreses se han asociado durante mucho tiempo con la muerte de la cultura europea, aunque la cuestión de si Van Gogh pretendía que tuviera un significado tan simbólico en La Noche Estrellada es objeto de debate abierto. En una carta de abril de 1888 a Bernard, Van Gogh refirió a "cipreses fúnebres," aunque esto es posiblemente similar a decir "robles majestuosos" o "sauces llorones." Una semana después de pintar La Noche Estrellada, le escribió a su hermano Theo, "Los cipreses siempre ocupan mis pensamientos. Me gustaría hacer algo con ellos como los lienzos de los girasoles, porque me asombra que aún no se hayan hecho como yo los veo". En la misma carta mencionó "dos estudios de cipreses de ese difícil tono verde botella". Estas declaraciones sugieren que Van Gogh estaba más interesado en los árboles por sus cualidades formales que por su connotación simbólica.
Schapiro se refiere al ciprés de la pintura como un "símbolo vago del esfuerzo humano". Boime lo llama la "contraparte simbólica del propio esfuerzo de Van Gogh por el infinito a través de canales no ortodoxos." el historiador de arte Vojtech Jirat-Wasiutynski dice que para Van Gogh los cipreses "funcionan como obeliscos rústicos y naturales" que proporcionan un "vínculo entre los cielos y la tierra". (Algunos comentaristas ven un árbol, otros ven dos o más). Loevgren recuerda al lector que "el ciprés es el árbol de muerte en los países mediterráneos".
El historiador de arte Ronald Pickvance dice que con "su collage arbitrario de motivos separados", La Noche Estrellada "está claramente estampada como una 'abstracción'" Pickvance afirma que los cipreses no eran visibles mirando hacia el este desde la habitación de Van Gogh, y los incluye con el pueblo y los remolinos en el cielo como producto de la imaginación. Boime afirma que los cipreses eran visibles en el este, al igual que Jirat-Wasiutyński. Los biógrafos de Van Gogh, Steven Naifeh y Gregory White Smith concuerdan diciendo que Van Gogh "telescopió" la vista en alguna de las imágenes de la vista de su ventana, y es lógico que Van Gogh hiciera esto en una pintura con la estrella de la mañana. Tal compresión de profundidad sirve para realzar el brillo del planeta.
Soth usa las declaraciones de Van Gogh a su hermano, que La Noche Estrellada es "una exageración desde el punto de vista del arreglo" para promover su argumento que la pintura es "una amalgama de imágenes". Sin embargo, no es seguro que Van Gogh utilizaba "arreglo" como sinónimo de "composición". Van Gogh estaba, de hecho, hablando de tres pinturas, una de la cual era La Noche Estrellada, cuando hizo este comentario: "Los olivos con nube blanca y fondo de montañas, así como el efecto salida de la luna y noche", cuando lo llamó, "estas son exageraciones desde el punto de vista del arreglo, sus líneas están torcidas como la de los antiguos grabados en madera". Se reconoce universalmente que las dos primeras imágenes son vistas realistas y no compuestas de sus sujetos. Lo que las tres imágenes tienen en común es un color exagerado y una pincelada del tipo al que se refirió Theo cuando criticó a Van Gogh por su "búsqueda de estilo [que] quita el sentimiento de las cosas" en La Noche Estrellada.
En otras dos ocasiones por esa época, Van Gogh usó la palabra "arreglo" para referirse al color, similar a la forma en que James Abbott McNeill Whistler usó el término. En una carta a Gauguin en enero de 1889, escribió, "Como una disposición de colores: los rojos se mueven a naranjas puros, se intensifican aún más en los tonos de carne hasta los cromos, pasan a los rosas y se casan con el olivo y el veronés verde. Como arreglo impresionista de colores, nunca he ideado nada mejor". (La pintura a la que se refiere es La Berceuse, que es un retrato realista de Augustine Roulin con un imaginativo fondo floral). Y a Bernard a finales de noviembre de 1889: "Pero esto te basta para que entiendas que anhelaría volver a ver cosas tuyas, como el cuadro tuyo que tiene Gauguin, esas mujeres bretonas paseando por un prado, cuya disposición es tan hermosa, el color tan ingenuamente distinguido. Ah, estás intercambiando eso por algo artificial".
Cuándo Van Gogh dice que La Noche Estrellada es un fracaso por ser una "abstracción", culpa a haber pintado "estrellas que son demasiado grandes".
Naifeh y Smith discuten La Noche Estrellada en el contexto de la enfermedad mental de Van Gogh, que identifican como epilepsia del lóbulo temporal o epilepsia latente. "No del tipo", escriben, "conocido desde la antigüedad, que provoca que las extremidades se sacudan y el cuerpo colapsara ('la enfermedad de las caídas', como a veces se le llamaba), sino una epilepsia mental. Un agarrotamiento de la mente: un colapso del pensamiento, la percepción, la razón y la emoción que se manifestó por completo en el cerebro y, a menudo, provocó un comportamiento extraño y dramático". Los síntomas de las convulsiones "se parecían a los fuegos artificiales de impulsos eléctricos en el cerebro".
Van Gogh experimentó su segundo colapso en siete meses en julio de 1889. Naifeh Y Smith teorizan que las semillas de este colapso estaban presentes cuándo Van Gogh pintó La Noche Estrellada, que al entregarse a su imaginación "sus defensas habían sido rotas". Ese día de mediados de junio, en un "estado de realidad aumentada", con todos los demás elementos de la pintura de su lugar, Van Gogh se lanzó a la pintura de las estrellas, produciendo, escriben, "un cielo nocturno como ningún otro de el mundo había visto con sus ojos ordinarios".

## Procedencia
Después de haberlo retenido inicialmente, Van Gogh envió La noche estrellada a Theo en París el 28 de septiembre de 1889, junto con otras nueve o diez pinturas. Theo murió menos de seis meses después de Vincent, en enero de 1891. La viuda de Theo, Jo, se convirtió en la cuidadora del legado de Van Gogh. Vendió el cuadro al poeta Julien Leclercq en París en 1900, quien se lo vendió a Émile Schuffenecker, un viejo amigo de Gauguin, en 1901. Luego, Jo compró la pintura a Schuffenecker antes de venderla a la Galería Oldenzeel en Róterdam en 1906. De 1906 a 1938 fue propiedad de Georgette P. van Stolk, de Róterdam, quien lo vendió a Paul Rosenberg, de París y Nueva York. Fue a través de Rosenberg que el Museo de Arte Moderno adquirió la pintura en 1941.

## Materiales de pintura
La pintura fue investigada por científicos del Instituto de Tecnología de Rochester y el Museo de Arte Moderno de Nueva York. El análisis de pigmentos ha demostrado que el cielo estaba pintado con azul ultramar y cobalto, para las estrellas y la Luna, Van Gogh empleó un raro pigmento amarillo indio junto con zinc amarillo. 

Details of Van Gogh's The Starry Night exhibited at the Museum of Modern Art of New York.
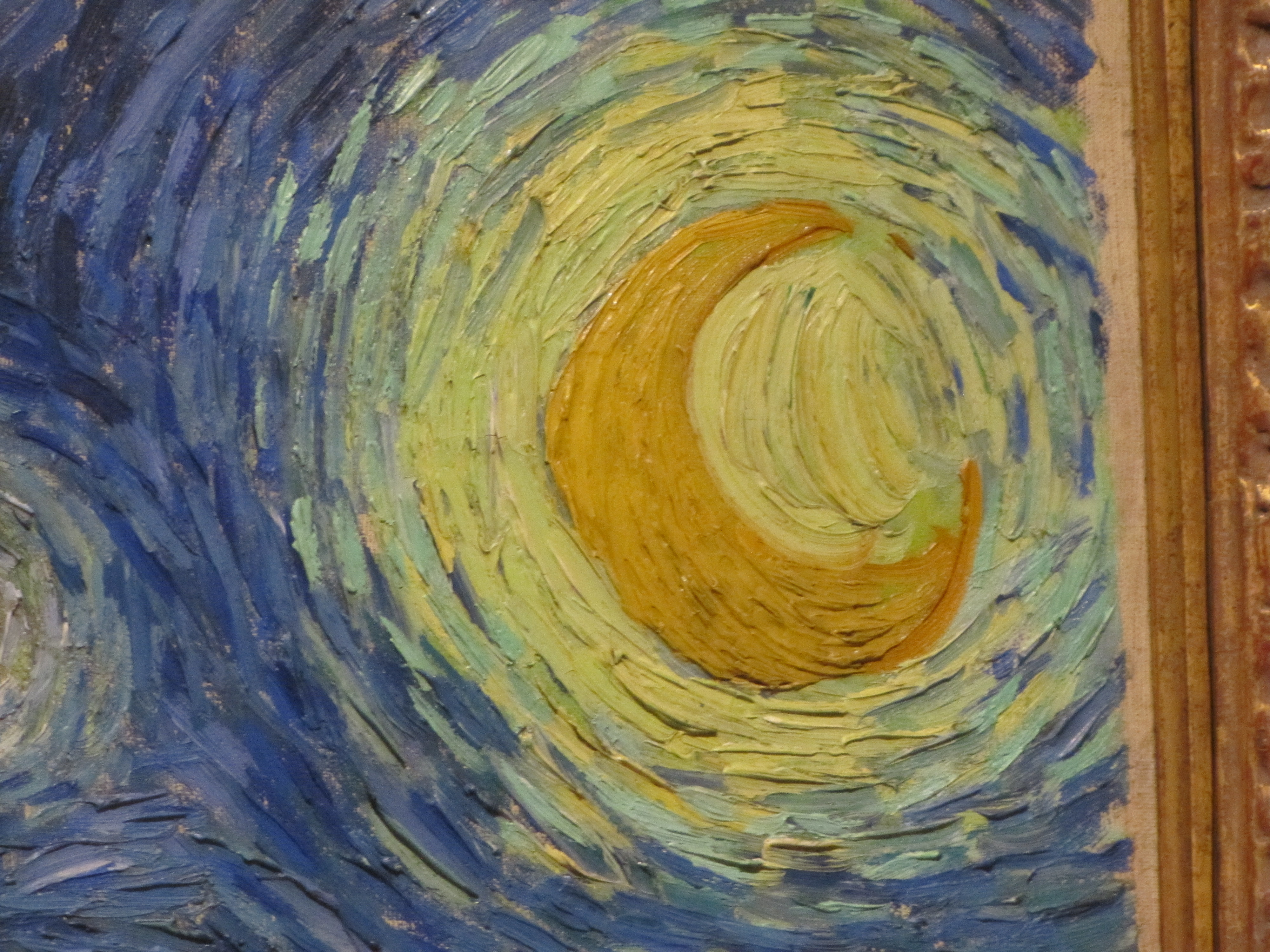
Luna
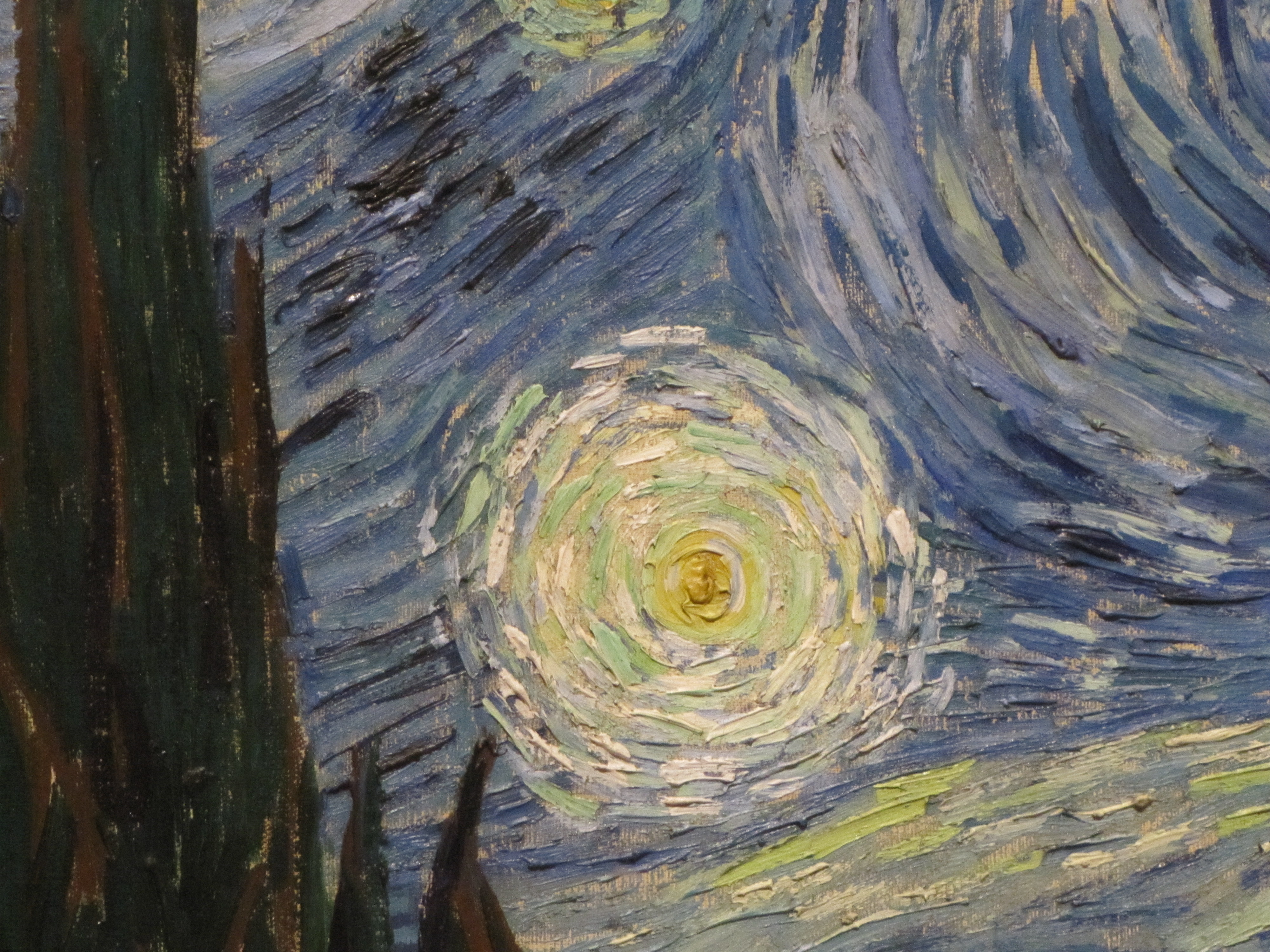
Venus
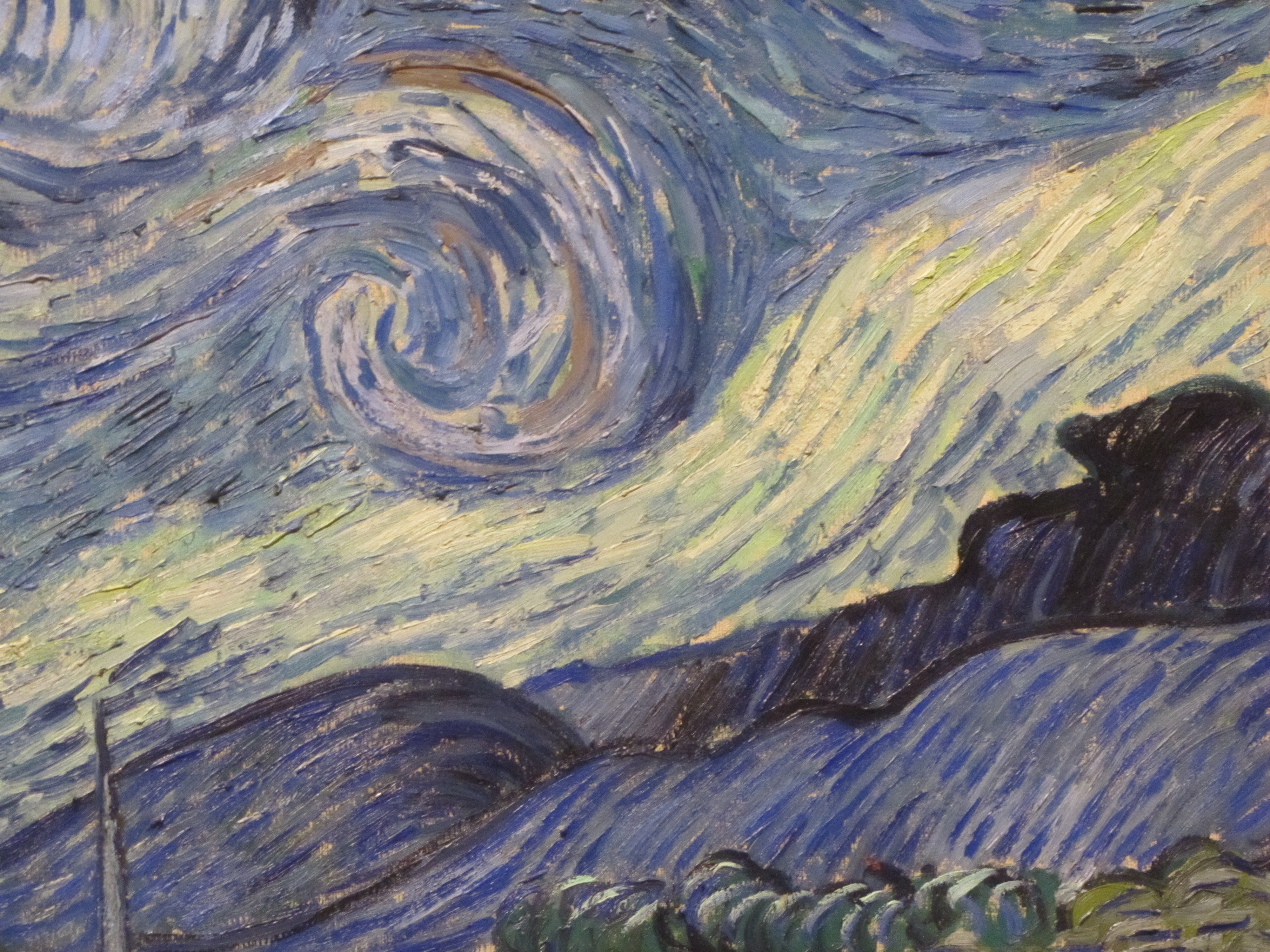
Colinas y cielo
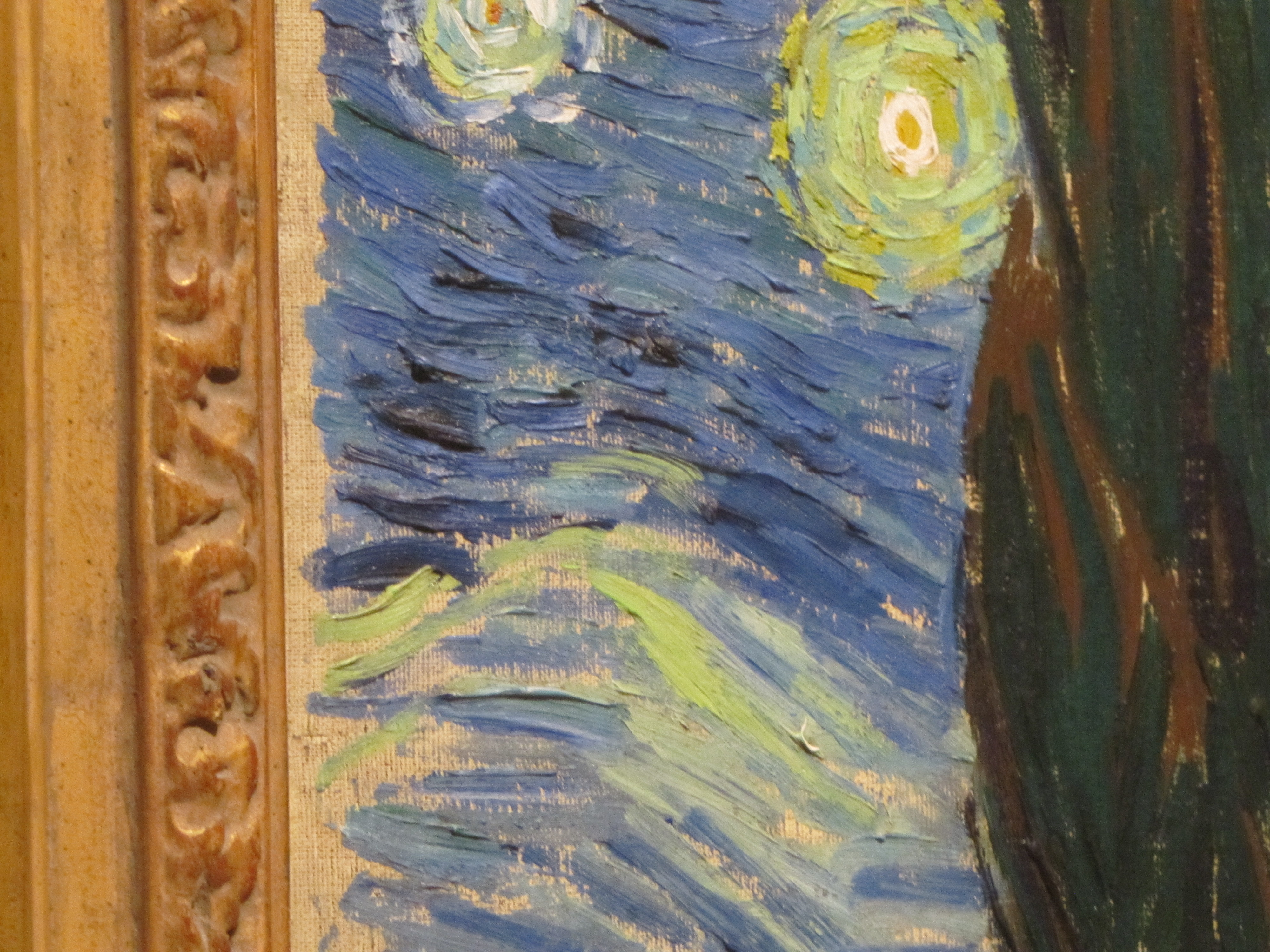
Parte izquierda del lienzo y marco
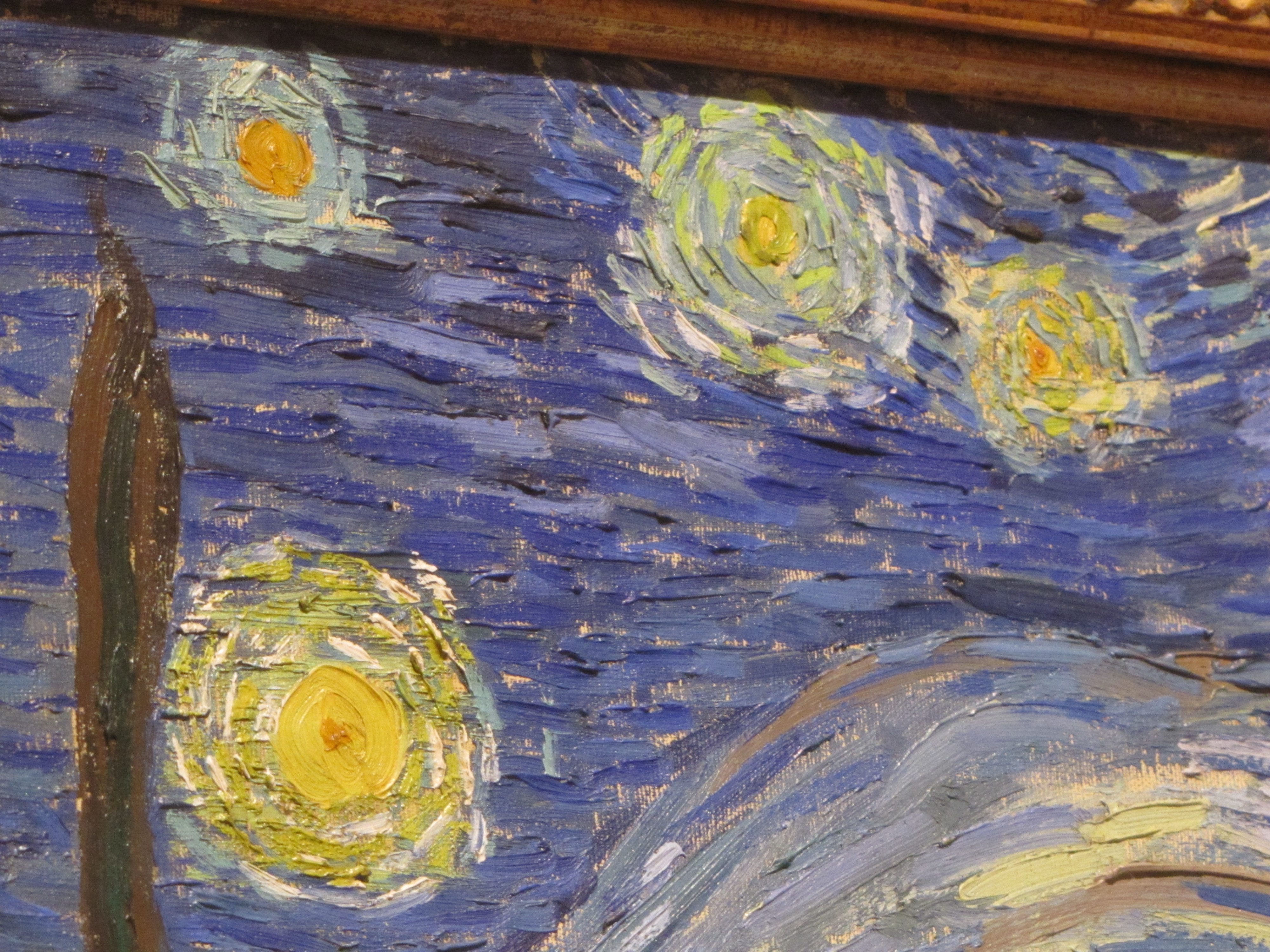
Estrellas en el cielo